# هاري بلانك
هاري بلانك هو محامي وسياسي كندي، ولد في 24 مايو 1925. حزبياً، نشط في حزب كيبيك الليبرالي. وقد انتخب عضو الجمعية الوطنية في كيبك ‏.